# Transdev ATCRB
 (octobre 2011).
Si vous disposez d'ouvrages ou d'articles de référence ou si vous connaissez des sites web de qualité traitant du thème abordé ici, merci de compléter l'article en donnant les références utiles à sa vérifiabilité et en les liant à la section « Notes et références ».
Transdev Sud-Ouest plus connue sous la dénomination commerciale Transdev ATCRB (Association de transport en commun de la région basque) est une filiale de Transdev. C'est une société de transport en commun exploitant la ligne départementale Bayonne - Hendaye, des circuits scolaires départementaux et certaines lignes du réseau Chronoplus (agglomération de Bayonne). Elle dessert donc les communes de Bayonne, d'Anglet, de Biarritz, de Bidart, de Guéthary, de Saint-Jean-de-Luz, d'Ascain, de Tarnos, de Boucau, de Ciboure, d'Urrugne et d'Hendaye.

## Présentation

Logo

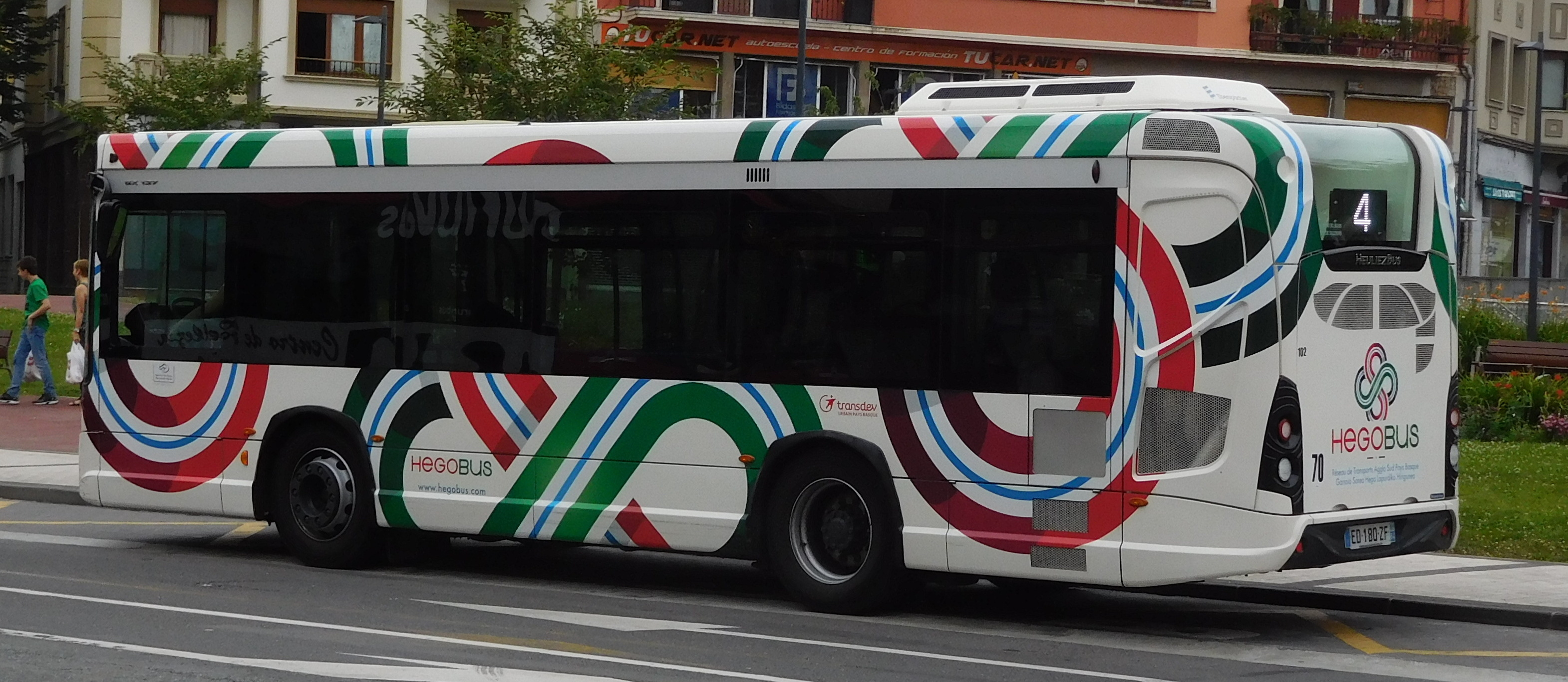
Un véhicule de Transdev Urbain Pays Basque sur la ligne Hegobus, à Irun

- 1938 : vingt deux transporteurs exploitant séparément les droits du tramway, décident de se regrouper et créent pour 50 ans, l'Association de transport en commun de la région basque (ATCRB).
- 1988 : premier rachat par cinq actionnaires.
- 1995 à 2003 : deux groupes se succèdent à l’exploitation de l’entreprise.
- 16 mars : rachat par le groupe Transdev, un des leaders du transport collectif de voyageurs.
- 2011 : Transdev Sud-Ouest est intégré au groupe Veolia Transdev à la suite de la fusion de Transdev et de Veolia Transport.
- 2011 : perte de certaines lignes scolaires à Saint-Jean-de-Luz, ainsi que la navette urbaine d'Hendaye, Uribil.
- 1er juillet 2012 : cession des établissements secondaires de Niort à Veolia Transport Poitou Charentes, Cognac à Veolia Transport Urbain et Thiers à Transdev Auvergne. L'effectif de Transdev Sud Ouest passe alors de 166 à 99 personnes.
- septembre 2012 : plan de sauvegarde de l'emploi à Saint-Jean-de-Luz à la suite de la perte de plusieurs lignes scolaires au détriment du Basque Bondissant, l'effectif passe de 97 à 55 personnes[2]
- 2017 : La société perd plusieurs lignes scolaires[3] et lignes qui étaient auparavant sous traités par Chronoplus et sa filiale Transdev a l’ATCRB[4].

- 2024 : En 2024, Transdev ATCRB communique sur leur site qu’ils exploitent 4 lignes du réseau Txik Txak, 6 lignes privées pour des entreprises, et 40 circuits scolaires. Ils possèdent 50 véhicules pour 65 collaborateurs[5][source insuffisante]. La société va perdre l’exploitation de la ligne 3 au 1er septembre 2024 au profil de la RATP, dans le cadre de la nouvelle délégation de service public définie par l’agglomération Côte Basque pour le réseau Txik Txak[6].

### Historique du logo

Ancien logo
Logo depuis septembre 2012

### Anciennes filiales
- Muret Mobilités à Muret
- Transdev Poitou-Charente à Niort
- Cognac Mobilités à Cognac[7]
- Adour Mobilités à Bayonne
- Thiers Mobilités à Thiers

## Lignes

### Réseau interurbain des Pyrénées-Atlantiques
Transdev ATCRB exploite les lignes départementales 816 et 816 Euskadi Express, devenu la ligne 3 express du réseau Txik Txak en 2019.

### Réseau de l'agglomération Sud Pays basque
Transdev Urbain Pays Basque exploite l'ensemble du réseau de l'agglomération Sud Pays basque nommé Hegobus. Transdev ATCRB assure une assistance technique.